# Marcahuasi

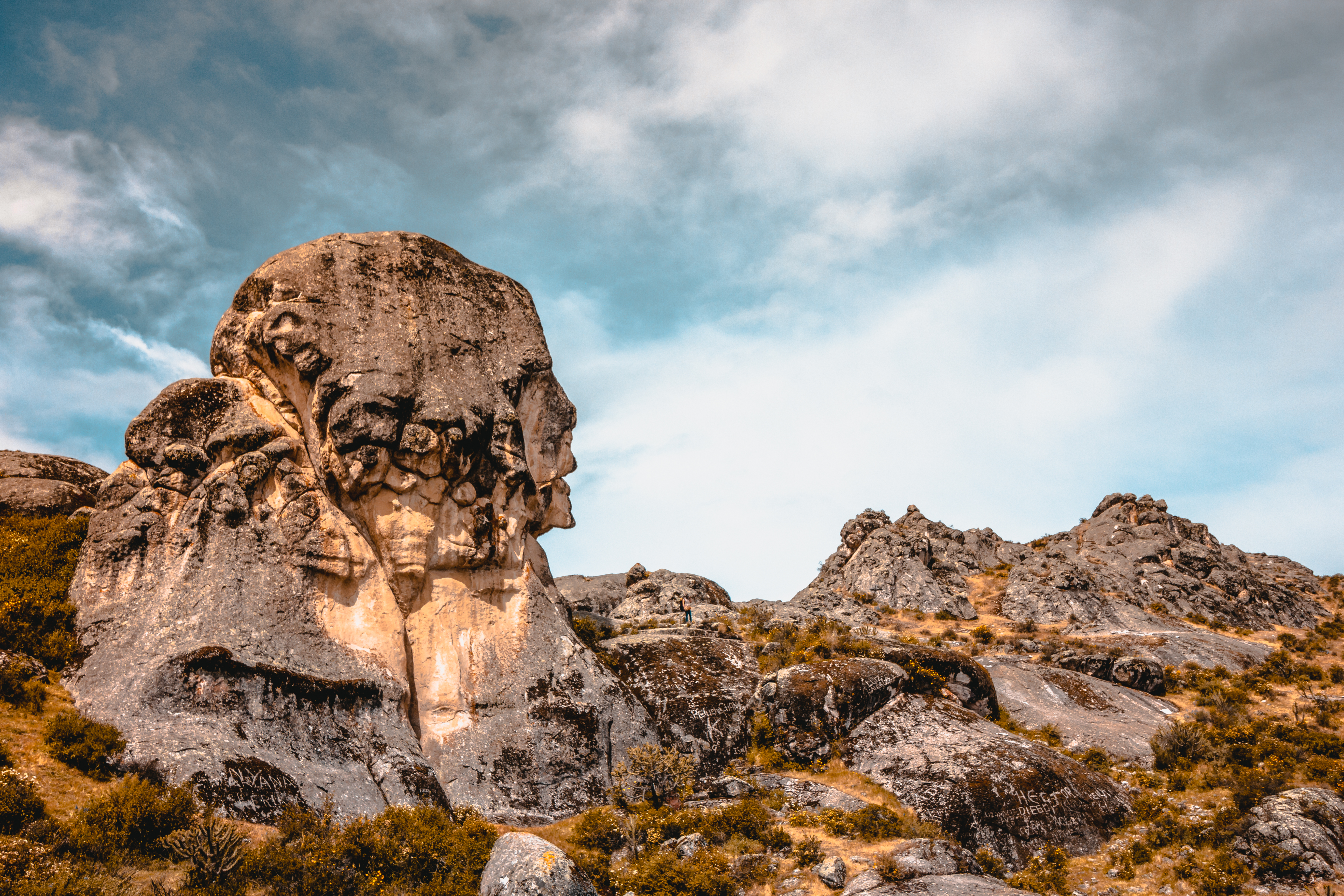
Steinkopf in Marcahuasi

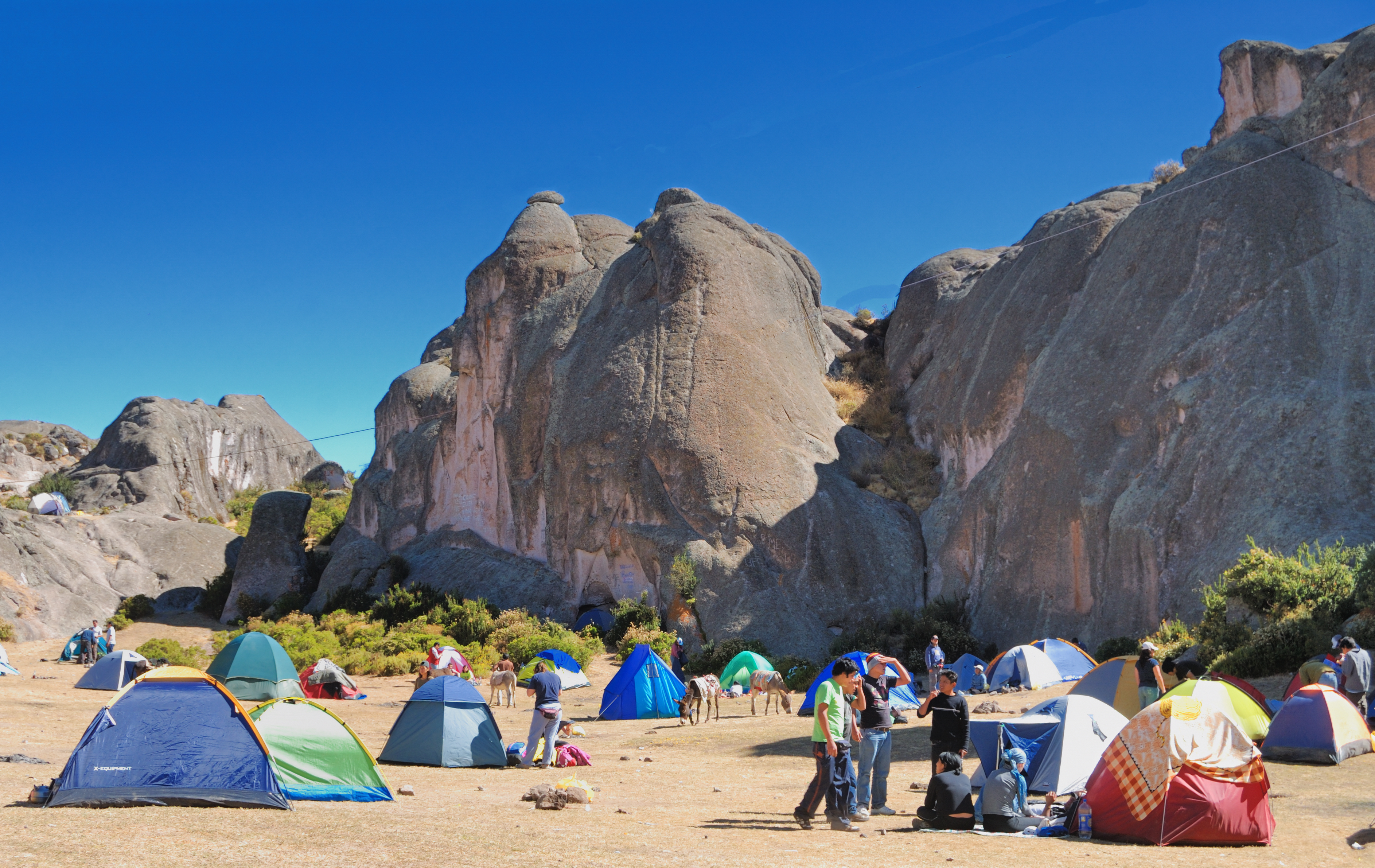
Marcahuasi (2009)

Marcahuasi (auch: Markawasi, spanische Aussprache: [maɾkaˈwasi]) ist eine Hochebene in den peruanischen Anden, 60 km nordöstlich von Lima im Distrikt Callahuanca. Sie liegt in einem Bergmassiv, das sich am rechten Ufer des Río Rímac erhebt. Diese Bergkette dominiert die Landschaft in 4000 Metern Höhe über dem Meeresspiegel. Der Ort ist bekannt für die kuriosen Pareidolie-Formen von menschlichen Gesichtern und Tieren, die im Granitfelsen sichtbar sind.
Das Plateau ist vulkanischen Ursprungs. Der Ort wird seit Jahrtausenden verehrt und wurde erstmals in den 1950er Jahren von Daniel Ruzo untersucht.

## Galerie

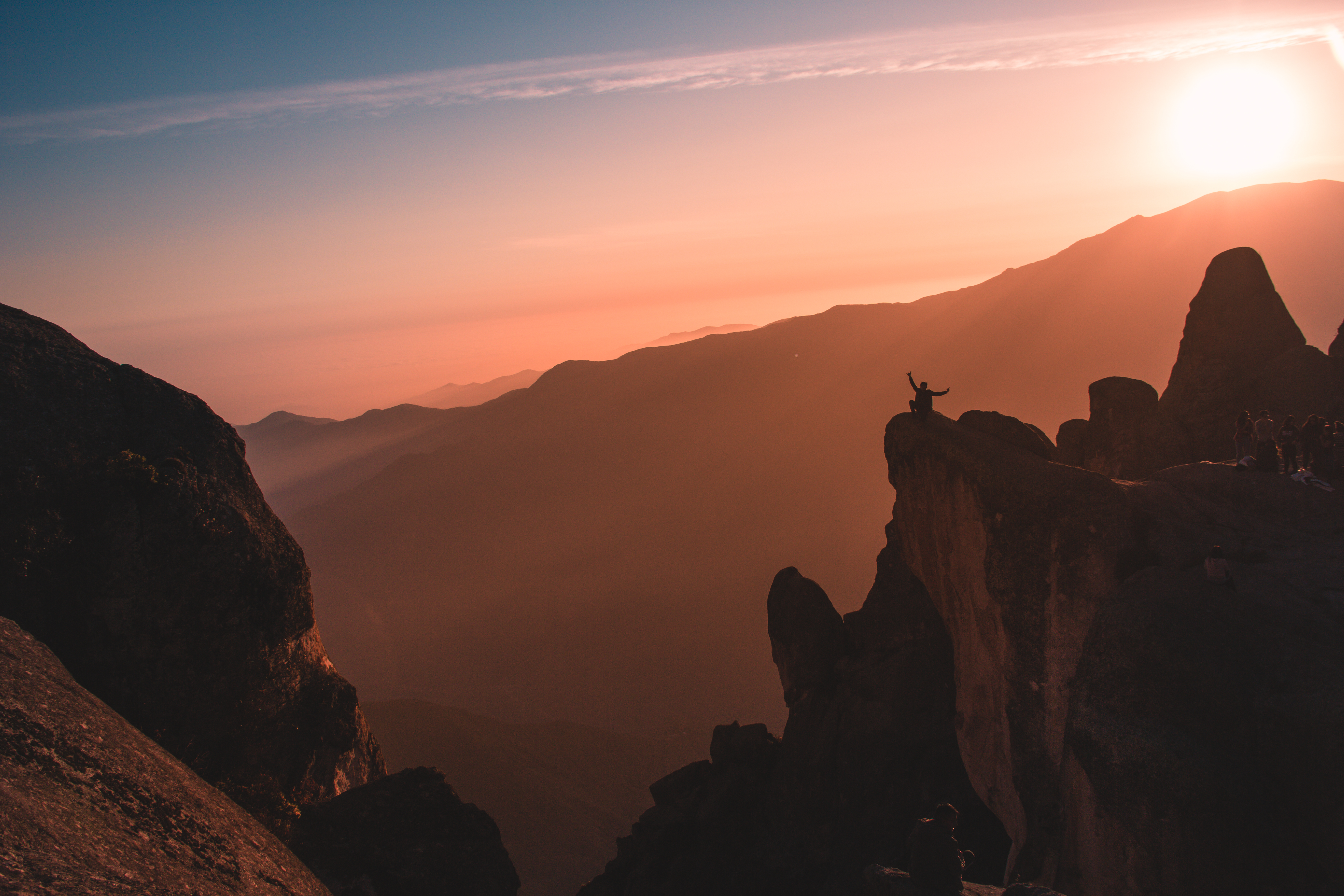
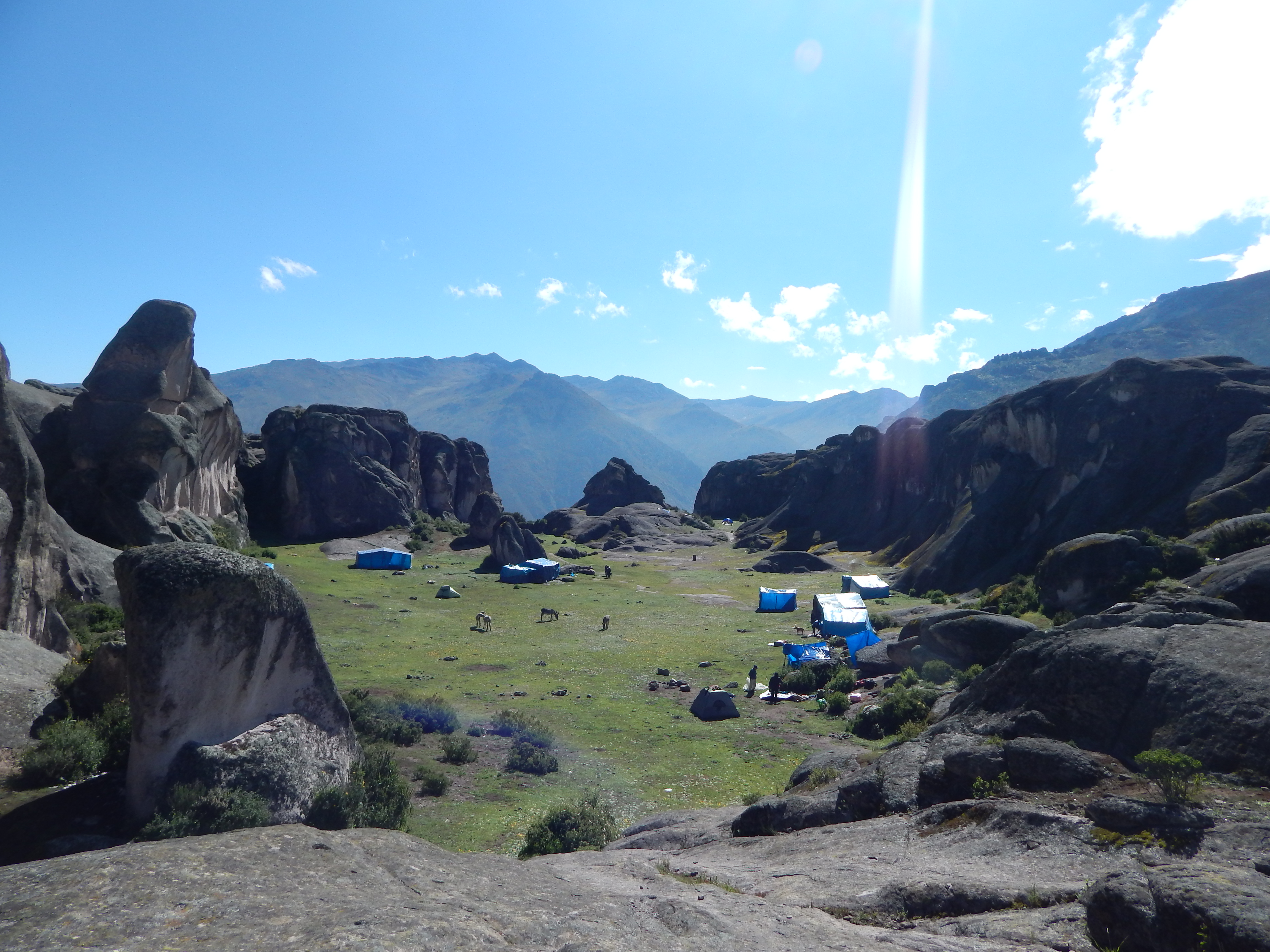
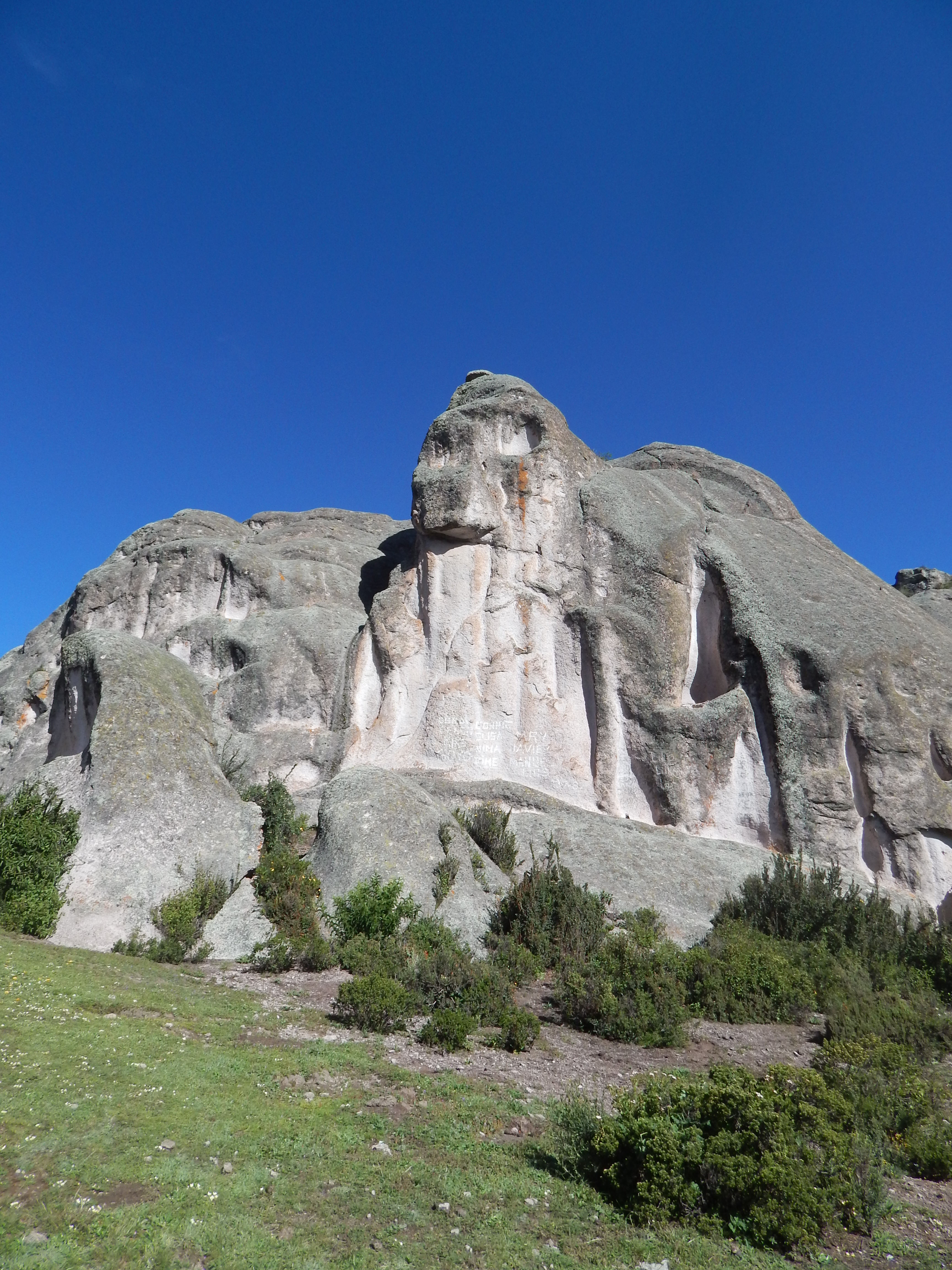
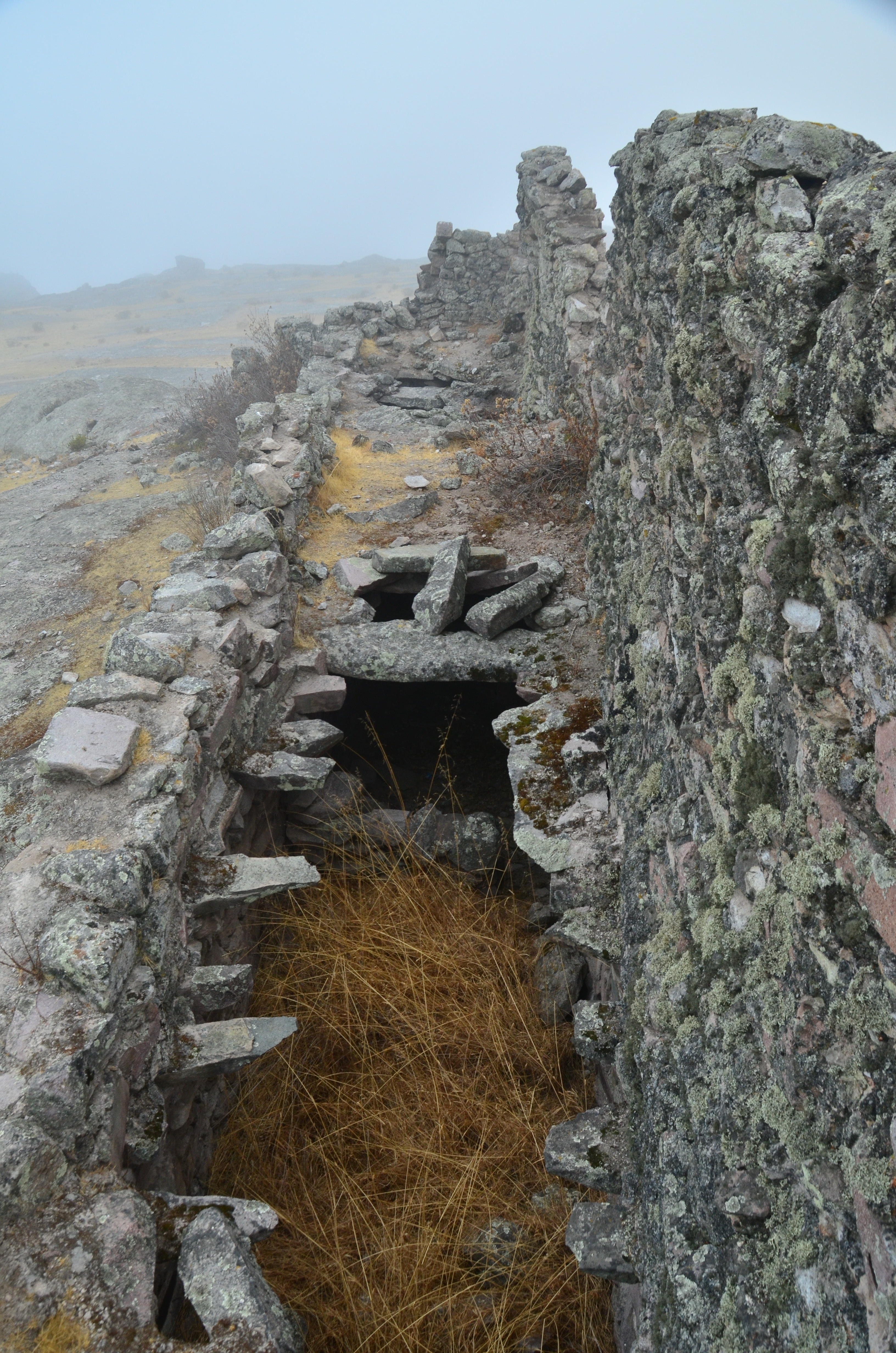
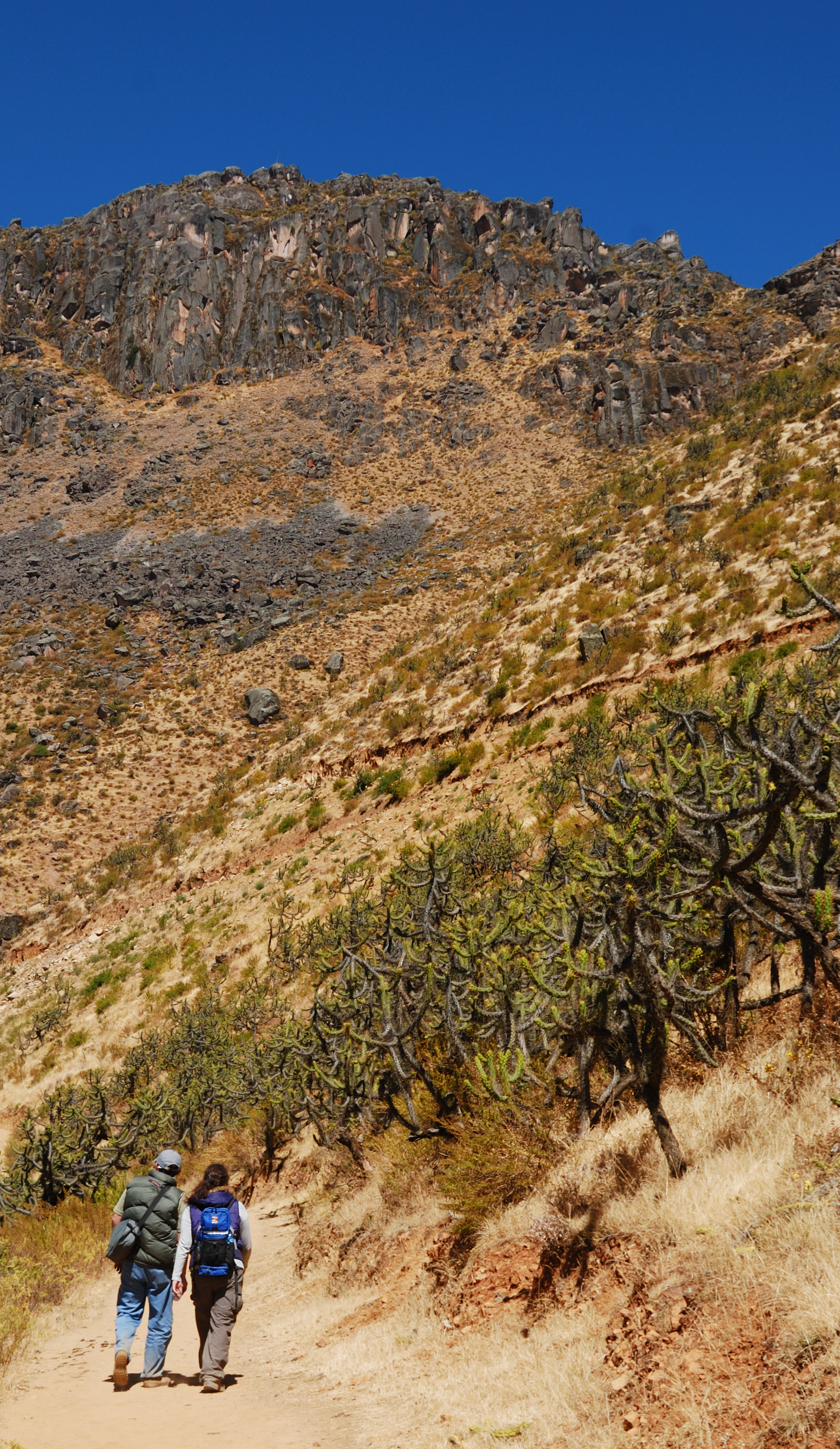

## Belege
1. ↑  http://www.bcvideo.com/markawasi.html

Koordinaten: 11° 47′ 20″ S, 76° 34′ 25″ W